# Camille Pagliaová
Camille Anna Pagliaová (* 2. duben 1947) je americká sociální kritička a esejistka. Je profesorkou na University of the Arts ve Filadelfii. Je známa svou kritikou amerického feminismu a francouzského poststrukturalismu. Věnuje se analýzám populární kultury, literatury a umění. Je považována za představitelku libertarianismu (zejména pro její ateismus, názory na pornografii, drogy, sebevraždu, homosexualitu či potraty). Její kniha Sexual Personae: Art and Decadence from Nefertiti to Emily Dickinson, v níž analyzovala západní kulturu, se stala bestsellerem. Časopisy Foreign Policy a Prospekt byla několikrát zařazena mezi 100 nejvlivnějších intelektuálů světa.